# Héctor Castro
Héctor Castro, född den 29 november 1904 och död den 15 september 1960, var en uruguayansk fotbollsspelare. Han förlorade sin högerarm i en olycka när han var tretton år gammal.

## Klubbkarriär
Castro började sin karriär i Nacional 1923. Han blev kvar i Nacional nästan hela sin karriär, enda avbrottet var en säsong i den argentinska storklubben Estudiantes de La Plata. Han var med och blev uruguayansk mästare med Nacional tre gånger under sin spelararkarriär, 1924, 1933 och 1934. Han spelade en avgörande roll i samband med mästerskapet 1933 som krävde tre omspelsmatcher för att avgöra vilket lag som skulle bli uruguayanska mästare det året. Han gjorde ett mål i den första matchen som diskvalificerades senare då bollen tydligt varit utanför planen strax innan målet gjordes. Han gjorde sedan det avgörande målet i den tredje omspelsmatchen då Nacional slog CA Peñarol med 3-2.

## Landslagskarriär
Castro debuterade för det uruguayanska landslaget i november 1923. 1926 deltog han i det Sydamerikanska mästerskapet där hans Uruguay vann turneringen. Två år senare var han med i Uruguays trupp som deltog i fotbollsturneringen vid de olympiska spelen i Amsterdam. Uruguay vann turneringen efter en omspelsmatch i finalen mot Argentina. Castro gjorde ett mål i kvartsfinalen mot Tyskland.
1930 blev Castro uttagen till Uruguays VM-trupp till det första världsmästerskapet i fotboll på hemmaplan i Uruguay. Han spelade i den första gruppspelsmatchen mot Peru och där gjorde han matchens enda mål och blev då Uruguays förste målskytt i VM. Han fick sedan stå över den andra gruppspelsmatchen mot Rumänien och semifinalen mot Jugoslavien, men i finalen mot grannlandet Argentina fick han starta. Han gjorde det sista och avgörande målet till 4-2 och blev därmed världsmästare.
Han avslutade landslagskarriären med att vinna Sydamerikanska mästerskapet 1935. Han spelade totalt 25 matcher för landslaget och gjorde 18 mål.

## Tränarkarriär
Efter spelarkarriären blev Castro tränare för sin gamla klubb Nacional mellan 1939 och 1943. Han ledde under den perioden Nacional till fyra raka mästerskapssegrar. Han kom tillbaka 1952 och tog klubben till ytterligare en mästerskapstitel. 1959 var han även tränare för det uruguayanska landslaget. Han dog 1960 av en hjärtattack.